# 沖縄県道29号那覇北中城線

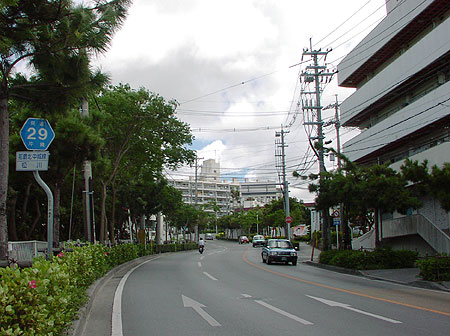
沖縄県道29号線（那覇市松川）

沖縄県道29号那覇北中城線（おきなわけんどう29ごう なはきたなかぐすくせん・主要地方道那覇北中城線）は沖縄県那覇市泊と中頭郡北中城村安谷屋とを結ぶ主要地方道。

## 区間
- 起点・那覇市泊（泊高橋交叉点、国道58号）
- 終点・中頭郡北中城村字安谷屋（沖縄県道81号宜野湾北中城線）
- 総延長・20.9km
- 実延長・20.8km

## 通過自治体
- 那覇市 - 中頭郡西原町 - 中頭郡中城村 - 宜野湾市 - 中頭郡北中城村

## 交差する路線
- 国道58号（起点）（那覇市泊、泊高橋交叉点）
- 沖縄県道251号那覇宜野湾線（那覇市安里、安里一丁目交叉点）
- 沖縄県道39号線（国際通り）（同、安里三叉路）
- 国道330号（同、安里インターチェンジ）
- 沖縄県道50号線（那覇市首里山川町、松川（東）交叉点）
- 沖縄県道28号線（同、山川交叉点）
- 沖縄県道49号線（那覇市首里池端町、池端交叉点）
- 沖縄県道49号線（那覇市首里当蔵町、当蔵交叉点）
- 沖縄県道236号玉城那覇自転車道線（沖縄のみち自転車道・那覇市首里当蔵町-首里城方面、首里鳥堀町-南風原方面（予定））
- 沖縄県道82号那覇糸満線（那覇市首里鳥堀町、鳥堀交叉点）（※重複＝沖縄県道241号宜野湾南風原線）
- 沖縄県道155号線（那覇市首里石嶺町、城東小学校前交叉点・石嶺二丁目交叉点）
- 沖縄県道38号浦添西原線（西原町翁長、坂田交叉点）
- 沖縄県道34号宜野湾西原線（西原町上原、上原交叉点）
- 沖縄県道32号線（中城村南上原、南上原交叉点）
- 沖縄県道35号線（中城村新垣、新垣交叉点）（※国道329号方面）
- 沖縄県道35号線（北中城村安谷屋、安谷屋交叉点）（※宜野湾市方面）
- 沖縄自動車道 - 北中城インターチェンジ（北中城村安谷屋）
- 沖縄県道81号宜野湾北中城線（終点）（北中城村安谷屋、第一安谷屋交叉点）

## 重複する路線
- 沖縄県道236号玉城那覇自転車道線（沖縄のみち自転車道・那覇市首里当蔵町 - 首里鳥堀町（予定））
- 沖縄県道35号線（中城村新垣 - 北中城村安谷屋）

## 交差・並行する鉄道
- 沖縄都市モノレール（ゆいレール）
  - 首里駅（那覇市首里汀良町）

## 主要施設・観光地
- 崇元寺（那覇市泊）
- 首里城公園（那覇市首里当蔵町）
- 沖縄県立芸術大学（同）
- 那覇市役所首里支所（同）
- オキコ株式会社（西原町幸地）沖縄県内最大手のパン・製麺メーカー
- 沖縄キリスト教学院大学（西原町翁長）
  - 沖縄キリスト教短期大学
- 琉球大学（西原町千原・上原、中城村南上原）
  - 琉球大学医学部附属病院

## 路線バス
那覇市泊 - 安里の崇元寺通りは国際通りを通る沖縄本島中北部方面の路線が必ずここを通る。その多くが那覇市泊交差点 - 安里三叉路を通る。安里十字路 - 首里は市内線や宜野湾や西原方面の路線が主に通っており、本数も多い。
一方首里石嶺エリアを過ぎるとバス路線は1路線+首里駅前始発の1路線のみとなり、本数も少なくなる。さらに琉大エリアを過ぎると路線バスは平日1日1本しか通らない。なお終点付近で152番が通過するが当路線内に停留所はない。

### 市内線
- 1番・首里牧志線（那覇バス） 安里三叉路 - 首里汀良首里駅前
- 3番・松川新都心線（那覇バス） 安里三叉路 - 大道三叉路
- 4番・新川おもろまち線（那覇バス）安里三叉路 - 崇元寺東
- 5番・識名牧志線（那覇バス） 安里三叉路 - 大道三叉路
- 6番・那覇おもろまち線（那覇バス） 安里十字路 - 大道三叉路
- 7/8番・首里城下町線（那覇バス）
  - 那覇市松川 - 首里山川県道50号交点
  - 首里城公園入口 - 首里汀良首里駅前
（那覇バスターミナル発着が7番、おもろまち駅前広場発着が8番）
- 9番・小禄石嶺線（那覇バス） 安里三叉路 - 首里山川三叉路
- 10番・牧志新都心線（那覇バス） 泊中之橋（泊小学校入口） - 安里三叉路
- 13番・石嶺おもろまち線（那覇バス） 安里十字路 - 首里山川三叉路
- 14番・牧志開南循環線（那覇バス） 安里三叉路 - 首里汀良首里駅前
- 15番・寒川線（那覇バス） 安里三叉路 - 松川三叉路
- 16番・新川首里駅線（那覇バス） 首里汀良首里駅前 - 鳥堀交差点
- 17番・石嶺（開南）線（那覇バス） 安里十字路 - 鳥堀交差点
- 18番・首里駅線（沖縄バス） 首里汀良首里駅前→鳥堀交差点（一方方向のみ）
- 19番・首里駅循環線（那覇バス） 首里汀良首里駅前→石嶺球場付近（一方方向のみ）

### 市外線
崇元寺通りのみを通る路線
（無印・泊高橋交差点 - 安里三叉路、★印・安里三叉路 - 安里十字路、☆印・泊高橋交差点 - 安里十字路）
- 20番・名護西線（琉球バス交通・沖縄バスの共同運行）
- 23番・具志川線（琉球バス交通）
- 24番・那覇大謝名線（琉球バス交通）
- 27番・屋慶名（大謝名）線（沖縄バス）
- 28番・読谷（楚辺）線（琉球バス交通・沖縄バスの共同運行）
- 29番・読谷（喜名）線（琉球バス交通・沖縄バスの共同運行）
- 31番・泡瀬西線（東陽バス）☆
- 52番・与勝線（沖縄バス）
- 56番・浦添線（琉球バス交通）★
- 63番・謝苅線（琉球バス交通）
- 77番・名護東（辺野古）線（沖縄バス）
- 80番・与那城線（沖縄バス）
- 88番・宜野湾線（琉球バス交通）★
- 90番・知花（バイパス）線（琉球バス交通）★
- 98番・琉大（バイパス）線（琉球バス交通）★
- 101番・平和台安謝線（那覇バス）
- 110番・長田具志川線（琉球バス交通）
- 120番・名護西空港線（琉球バス交通・沖縄バスの共同運行）
- 256番・浦添てだこ線（琉球バス交通）★
- 333番・那覇西原（末吉）線（那覇バス）★

その他の区間を通る路線（一部崇元寺通りを通る路線も含む）
- 25番・那覇普天間線（那覇バス） 那覇市安里三叉路 - 首里山川三叉路
- 94番・首里駅琉大快速線（那覇バス）　那覇市鳥堀交差点　-　西原町上原
- 97番・琉大（首里）線（那覇バス） 那覇市安里三叉路 - 首里山川三叉路・西原町翁長坂田交差点 - 中城村南上原（一部区間を除く）
- 125番・普天間空港線（那覇バス） 那覇市安里三叉路 - 首里山川三叉路（全便）・西原町上原 - 北中城村安谷屋県道35号交点（中城経由のみ）
- 152番・イオンモール沖縄ライカム（高速）線 北中城インターチェンジ - 第一安谷屋交差点
- 294番・てだこ琉大快速線（那覇バス）　西原町翁長坂田交差点　-　上原
- 346番・那覇西原（鳥堀）線（那覇バス） 那覇市安里三叉路 - 西原町翁長坂田交差点
- 中城村コミュニティバス護佐丸バス 琉大東口 - 北中城村安谷屋県道35号交点

## 主な通り名
- 崇元寺通り（那覇市泊 - 安里）別名「又吉通り（道路）」とも呼ばれる
- 大道大通り（那覇市安里 - 松川）
- 坂下通り（那覇市松川 - 首里山川）
- 龍潭通り（那覇市首里山川 - 鳥堀）

## 主な交通規制
出典：

### 中央線変移
本県道の下記区間では、他の沖縄本島内の中央線変移区間規制とは規制時間帯が異なるため、注意が必要である。
- 那覇市安里十字路 - 松川西交差点
  - 6:00 - 17:30：安里向け2車線・首里（松川）向け1車線
  - 17:30 - 6:00：首里（松川）向け2車線・安里向け1車線

### バスレーン
なお、バスレーンが施行される時間帯には、その施行される方向に中央線変移より車線増となるため、国際通りのようなバス専用道路規制とはならない。
- 7:30 - 9:00（土曜、日曜、休日[3]、1月2日 - 3日を除く）
  - 那覇市首里山川交叉点→安里十字路（松川交差点→松川西交差点を除く[4]）
    - 首里山川交差点→松川交差点・バス専用道路
    - 松川西交差点→安里十字路・バス専用通行帯
- 17:30 - 19:00（土曜、日曜、休日[3]、1月2日 - 3日を除く）
  - 那覇市安里十字路→首里山川交差点（松川西交差点→松川交差点を除く[4]）・バス専用通行帯

## 歴史
- 1953年 那覇市泊交叉点 - 首里市（現那覇市首里）鳥堀交叉点が琉球政府道40号線、鳥堀交叉点 - 中城村新垣が琉球政府道新垣首里線（1965年に29号線へ変更）、中城村新垣 - 北中城村安谷屋が琉球政府道35号線として指定。
- 1972年5月 本土復帰と同時に琉球政府道29号線、35号線、40号線がそれぞれそのまま県道となる。
- 1974年8月 那覇市首里山川 - 安里の県道40号（当時）が沖縄県内初のバスレーン規制が始まる。当時は朝のみ安里向けでバス専用道路で行われ、祝日・正月三が日を除く月曜 - 土曜行われた。
  - 1978年12月 夕方に安里向けでも始まる。
  - 1982年2月 安里 - 松川の区間が車線拡幅でバス専用通行帯規制となる。
  - 1991年8月 土曜の規制が解除される。
  - 1996年8月 松川 - 首里山川の首里向けも2車線となりバス専用通行帯規制となる。
  - 2014年8月 朝夕の規制時間がそれぞれ30分短縮され、朝は開始時間が30分繰り下げ（7:00→7:30）、夕方は終了時間が30分繰り上げ（19:30→19:00）となる。
  - 2021年2月 松川西交差点 - 松川交差点の200m区間のバスレーンおよび中央線変移規制が解除される[5]。
- 1993年 県道29号の全線、県道40号の那覇市泊 - 首里鳥堀間、県道35号の中城村新垣 - 北中城村安谷屋間が現路線名として主要地方道に昇格する。

## 特徴

### 全般的な特徴
- もともとは起点 - 首里鳥堀間が県道40号、首里鳥堀 - 中城村新垣が県道29号、中城村新垣 - 終点が県道35号（北中城インター付近は当時同路線のバイパスだった）で、一番若い番号で且つ全区間が対象となった「県道29号」を路線番号として現路線名で主要地方道に昇格した。これまで主要地方道に昇格するとき沖縄県内では70番台 - 90番台の番号枠を路線番号にしたが、指定路線が多くなるにつれ番号枠が逼迫するおそれが出てきたため、このため昇格前の県道番号が1桁または2桁の路線はそのままその番号を使われることになった。
- 1980年代まで旧県道40号の区間は那覇市のメインストリートかつ沖縄本島中北部方面のバス路線、首里への観光道路として位置づけられていたため、交通量がそれなりに多かったが、一方首里以北の区間は道路状況も悪く、特に旧県道29号の区間は琉球大学が現在地に移転するまで道幅が狭く"険道"と呼ばれる箇所が多かった。
- 実延長が21kmと長く、沖縄本島中南部の県道では最長の路線で、北部を含めても県道70号国頭東線に次いで長い。
- 沖縄県内の主要地方道では唯一2つの土木事務所に跨って管轄している（那覇市内は南部土木事務所、西原町以北は中部土木事務所がそれぞれ管轄。なお一般県道では4路線[6]がいずれも南部と中部の各土木事務所が跨って管轄している）[7]。

### 区間別
泊 - 安里
那覇市のメインストリートである国際通りを経由する中北部方面の路線バスはこの道路を通って国道58号へ向かうのが多い。また予備校や進学塾が多いことから、受験生がよく通る。
安里 - 松川
そちらにも予備校や進学塾が多く、学生の姿をよく見かける。また那覇市街へ向かう車でよく渋滞する。
首里
首里城公園への観光道路としての役割が大きく、モノレール開通後は最寄り駅の首里駅から首里城公園へ向かう観光客がこの道路を通る。
西原町坂田 - 中城村南上原
この辺一帯は1970年代末期から80年代にかけて琉球大学、沖縄キリスト教短期大学が相次いで首里からキャンパスを移転し、移転前とは大きく変わり学生アパートが建つようなり、所々サトウキビ畑や緑は残っているものの、学生たちの生活道路となった。近年は学生以外の住民も増加している。
中城 - 北中城
宜野湾市の繁華街普天間から東海岸の国道329号に抜ける中城村で唯一の道路であるのとともに、宜野湾市方面から高速道路に入る道路でもある。